# Something (Lasgo)
Something is een Engelstalige single van de Belgische band Lasgo uit 2001.
Het tweede nummer op deze single was een "remix" van Jimmy Goldschmitz.
Het liedje verscheen op hun titelloze album Some Things uit 2001.

## Meewerkende artiesten
Producer: 
- David Vervoort
- Peter Luts

Muzikanten:
- Evi Goffin (zang)
- David Vervoort (programmatie, zang)
- Peter Luts (programmatie)

Remix:
- Jimmy Goldschmitz